# IV Congresso Nacional do Povo

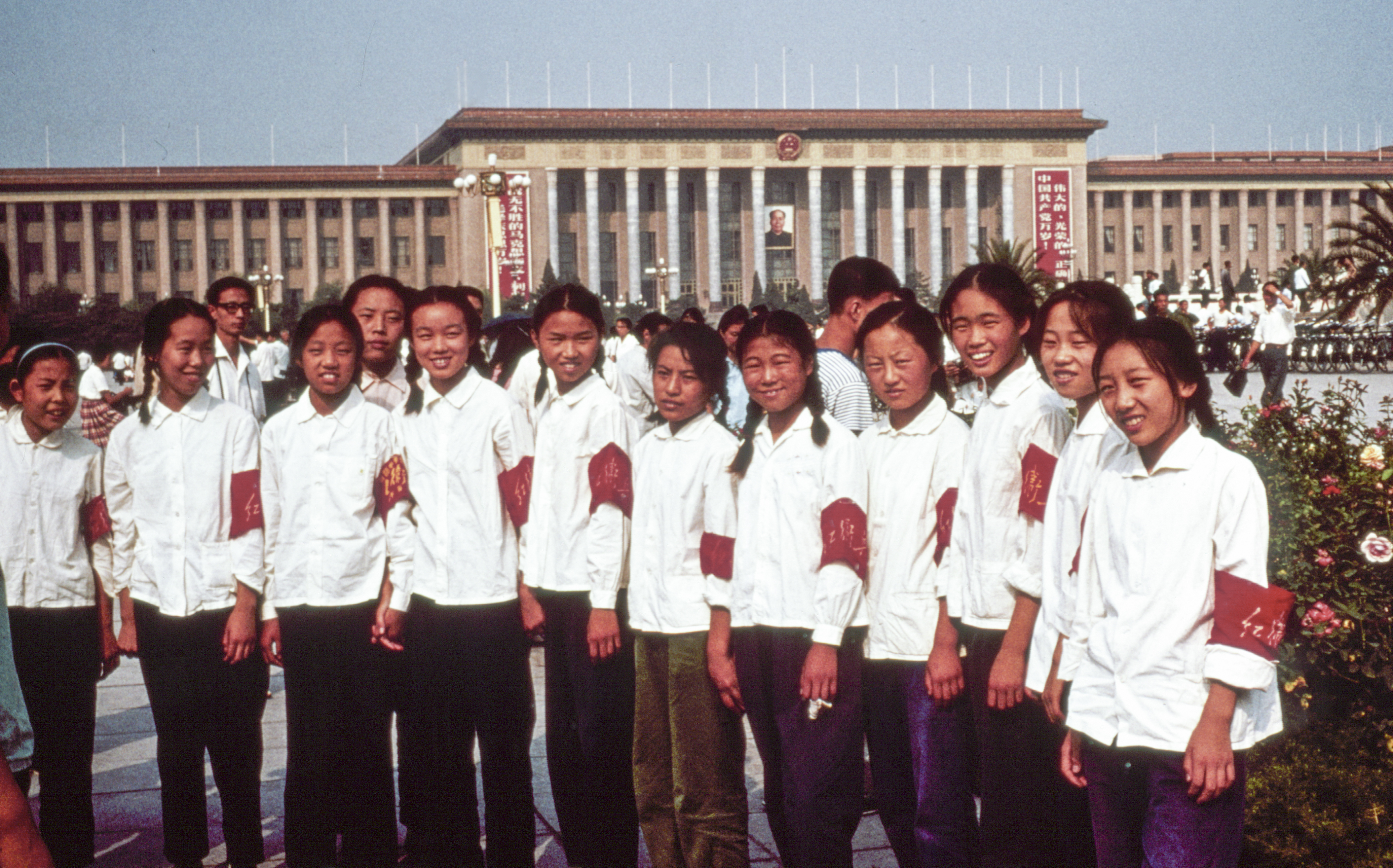

O IV Congresso Nacional do Povo ou 4º Congresso Nacional popular (chinês tradicional: 第四屆全國人民代表大會, chinês simplificado: 第四届全国人民代表大会, pinyin: Dìsì Jiè Quánguó Rénmín Dàibiǎo Dàhuì) esteve em sessão de 1975 a 1978. Foi realizada apenas uma sessão, em janeiro de 1975. Havia 2864 deputados a este Congresso.  O Congresso aprovou a Constituição de 1975 da República popular da China..

## Eleito líderes do estado
- Presidente e Vice-Presidente: Postos abolido
- Presidente da Comissão Permanente do Congresso Nacional popular: Zhu De
- Premier do Conselho de Estado: Zhou Enlai
- O presidente do Supremo Tribunal popular: Jiang Hua

## Destaques
Os cargos de Presidente da China e Vice-Presidente foram abolidas, de acordo com a sugestão do Presidente Mao tsé-tung.